# Cantó de Brienon-sur-Armançon
El cantó de Brienon-sur-Armançon és un cantó francès del departament del Yonne, situat al districte d'Auxerre. Té 10 municipis i el cap és Brienon-sur-Armançon.

## Municipis
- Bellechaume
- Brienon-sur-Armançon
- Bussy-en-Othe
- Chailley
- Champlost
- Esnon
- Mercy
- Paroy-en-Othe
- Turny
- Venizy

## Història
| Data d'elecció                           | Identitat         | Partit                                | Qualitat |
| ---------------------------------------- | ----------------- | ------------------------------------- | -------- |
| 1945-1951                                | M. Dubois         | SFIO                                  |          |
| 1951-1976                                | André Gibault     | Divers gauche                         |          |
| 1976-1982                                | M. Renvoisé       | PS                                    |          |
| 1982-1994                                | Louis Vincent     | UDF                                   |          |
| 1994-2008                                | Gérard Bourgoin   | CNI                                   |          |
| 2008-                                    | Jean-Claude Carra | Divers droite, després sense etiqueta |          |
| les dades anteriors no són pas conegudes |                   |                                       |          |
|                                          |                   |                                       |          |

## Demografia
| A partir de 1990: Població sense dobles comptes |